# Hyphochytriomycetes
Hyphochytriomycetes, por vezes referidos como hifoquitrídeos ou Hyphochytriomycota, são um pequeno agrupamento taxonómico de pseudofungos (protistas do tipo fungoide) que agrupa cerca de 25 espécies.

## Descrição
Os membros do agrupamento Hyphochytriomycetes são organismos sapróbios ou parasitas que vivem em meio aquático ou no solo, com distribuição natural tendencialmente cosmopolita. Apresentem paredes celulares nas quais coexistem celulose e quitina.
Os seus zoósporos distinguem-se por apresentar um flagelo anterior com mastigonemas. Estes zoósporos geram um quisto quando cessam a fase móvel, que posteriormente germina dando  lugar a um talo.Nesta etapado seu ciclo de vida apresentam um sistema vegetativo do tipo hifa ou rizoidal (de que resultou o prefixo hypho no nome do agrupamento).
Em sistemas de classificação antigos, presentemente considerados obsoletos por não serem monofiléticos, as divisões Hyphochytridiomycota, Oomycota e Chytridiomycota eram agrupadas no táxon obsoleto Mastigomycotina como fungos com gâmetas ou esporos flagelados. Actualmente, os Chytridiomycota são considerados fungos verdaderos, mas os restantes dois grupos são classificados no reino Chromalveolata (antes no reino Protista).

## Classificação
Na sua presente circunscrição taxonómica, o agrupamento taxonómico Hyphochytriomycetes inclui as seguintes ordens, famílias e géneros:
- Ordem Hyphochytriales Bessey 1950 ex Sparrow 1960
  - Família Hyphochytriaceae Fischer 1892
    - Género Canteriomyces Sparrow 1960
    - Género Cystochytrium Ivimey Cook 1932
    - Género Hyphochytrium Zopf 1884 [Hyphophagus Minden 1911]

  - Família Rhizidiomycetaceae Karling ex Kirk, Cannon & David 2001
    - Género Latrostium Zopf 1894
    - Género Reessia Fisch 1883
    - Género Rhizidiomyces Zopf 1884 [Rhizidiomycopsis Sparrow 1960]
- Ordem Pirsoniales Cavalier-Smith 1998
  - Família PirsoniaceaeCavalier-Smith 1998
    - Género Pirsonia Schnepf, Debres & Elbrachter 1990